# Tracy Caulkins
Tracy Ann Caulkins, née le 11 janvier 1963 à Winona dans le Minnesota aux États-Unis, est une ancienne nageuse américaine. Très polyvalente, elle fut triple championne olympique (en 4 nages et relais 4 nages) et multiple championne du monde. Ainsi, aux Championnats du monde 1978, elle remporta 5 médailles d'or et 1 en argent s'illustrant à la fois en papillon, en brasse, en nage libre (relais) et en 4 nages. Ne pouvant participer aux Jeux olympiques de Moscou en 1980 à cause du boycott américain alors qu'elle espérait y réaliser de grandes performances, elle dut attendre ceux de 1984 à Los Angeles pour inscrire l'or olympique à son palmarès. N'ayant pas eu la même longévité et donc un palmarès aussi étoffé que ses compatriotes Jenny Thompson, Mark Spitz ou plus récemment Michael Phelps, Tracy Caulkins reste cependant l'une des nageuses les plus polyvalentes de l'histoire de la natation comme l'atteste sa nomination à l'International Swimming Hall of Fame en 1990.

## Palmarès

### Jeux olympiques
- Jeux olympiques de 1984 à Los Angeles  États-Unis :
  -  Médaille d'or sur le 200 m 4 nages.
  -  Médaille d'or sur le 400 m 4 nages.
  -  Médaille d'or du relais 4 × 100 m 4 nages.

### Championnats du monde de natation
- Championnats du monde 1978 à Berlin  Allemagne de l'Ouest :
  -  Médaille d'or sur le 200 m 4 nages.
  -  Médaille d'or sur le 400 m 4 nages.
  -  Médaille d'or sur le 200 m papillon.
  -  Médaille d'or avec le relais 4 × 100 m nage libre américain.
  -  Médaille d'or avec le relais 4 × 100 m 4 nages américain.
  -  Médaille d'argent sur le 100 m brasse.